# Silke Torp
Silke Anke Torp (* 1969 in Bremen) ist eine deutsche Juristin und politische Beamtin. Sie ist seit dem 2. Juni 2020 Staatssekretärin im Finanzministerium des Landes Schleswig-Holstein unter Monika Heinold.

## Leben
Torp studierte ab 1988 Rechtswissenschaften an der Universität Kiel. 1994 absolvierte sie das Erste Staatsexamen. Ab 1997 war sie als Rechtsreferendarin im Landgerichtsbezirk Kiel tätig. 2000 promovierte sie in Kiel mit einer Dissertation über das Rechtsverhältnis zwischen Eltern und ihren Kindern in der Zeit von 1900 bis 1945. Danach war sie als Rechtsanwältin und Justiziarin tätig.
Ab 2005 arbeitete Torp in der Steuerverwaltung des Landes Schleswig-Holstein. Sie war unter anderem Referatsleiterin des Koordinierungsreferates im Finanzministerium. Im April 2018 übernahm sie die Leitung der Groß- und Konzernbetriebsprüfungsstelle beim Finanzamt für Zentrale Prüfungsdienste in Kiel. Danach war sie Abteilungsleiterin der Abteilung Landesplanung und ländliche Räume im Ministerium für Inneres, ländliche Räume, Integration und Gleichstellung. Seit dem 2. Juni 2020 ist sie Staatssekretärin im Finanzministerium des Landes Schleswig-Holstein unter Monika Heinold. Ihre Vorgängerin war Silke Schneider.

## Schriften
- Das Rechtsverhältnis zwischen den Eltern und ihren Kindern. Dienstleistungspflicht, Aussteuer und Ausstattung. P. Lang, Frankfurt 2000, ISBN 3-631-36365-6.